# Newport News Shipbuilding
Newport News Shipbuilding es un astillero proveedor de la Armada de los Estados Unidos y una división de Huntington Ingalls Industries (HHI). Fue fundado en 1886 y su base es Newport News, Virginia. Es el constructor de todos los portaaviones en servicio con la Armada.

## Historia
Fundado en 1886, el Newport News Shipbuilding fue el mayor constructor naval de la I Guerra Mundial y II Guerra Mundial. Fue adquirido por Northrop Grumman en 2001 y posteriormente pasó a ser división de Huntington Ingalls Industries (HHI) en 2011.

## Proyectos

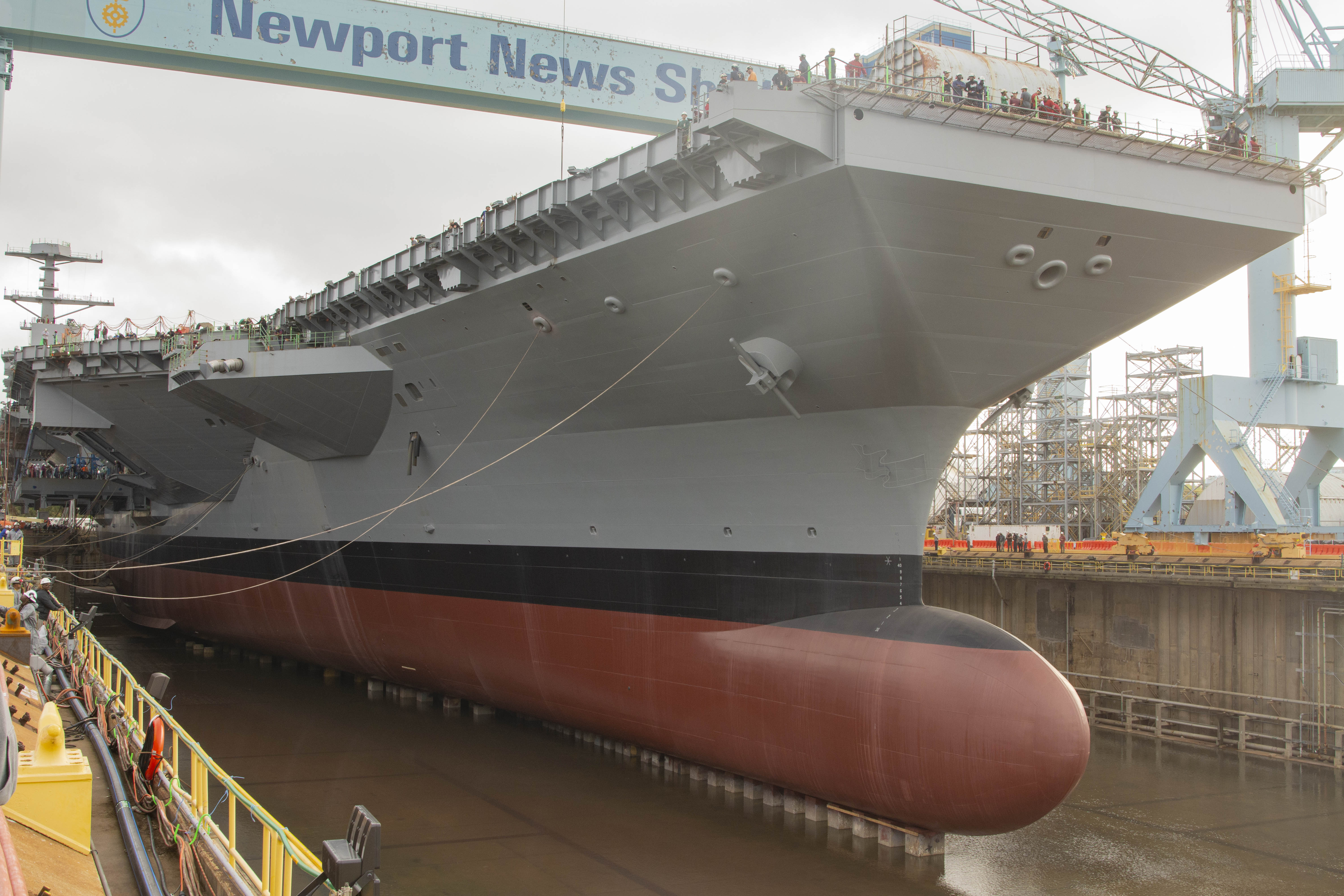
El portaaviones USS John F. Kennedy (CVN-79) en el astillero Newport News Shipbuilding, Virginia, EE. UU. en 2019

Actualmente Newport News está construyendo los portaaviones John F. Kennedy (botado en 2019) y Enterprise (puesta de quilla en 2022); y a futuro construirá el Doris Miller; todos de la clase Gerald R. Ford.